# Popstars (Brasil)
Popstars foi um talent show brasileiro, baseado no formato original neozelandês homônimo, produzido pela companhia RGB Entertainment (mesma produtora que produziu a versão argentina do programa) e exibido nas emissoras SBT e Disney Channel. O programa foi criado para formar um grupo pop feminino na primeira temporada, e um grupo pop masculino na segunda temporada.
A primeira temporada, exibida em 2002, formou o girl group Rouge e a segunda temporada, exibida em 2003, formou a boy band Br'oZ, sendo que ambos os grupos obtiveram sucesso nacional.

## História
O programa foi criado para formar um grupo pop feminino (1ª temporada) e um grupo pop masculino (2ª temporada). Produzido em mais de 30 países, o programa virou febre no final dos anos 90. 

## 2ª temporada
Com o sucesso do primeiro programa, o SBT resolveu produzir um novo Popstars. Dessa vez, os garotos teriam a chance de mostrar que também podiam ser Popstars. 34 mil candidatos se inscreveram nesta edição, superando a edição anterior.
Exibido entre 12 de julho e 22 de novembro de 2003, o programa revelou o grupo Br'oZ. Formado pelos paulistas Matheus Herriez e Oscar Tintel, o brasiliense Filipe Duarte, o paranaense Jhean Marcell e o carioca André Marinho lançaram dois CDs: Br'oZ e Segundo Ato e foram apadrinhados por Ricky Martin. Venderam 740 mil cópias no Brasil.
O grupo encerrou suas atividades em junho de 2005, porém retornou em 2016.

## Jurados
Liminha - Produtor musical, era vice-presidente artístico da Sony Music Brasil na época. Participou da 1ª temporada do programa, onde foi o coordenador do júri que selecionou as candidatas para o programa. Só apareceu em duas eliminatórias: a primeira que aconteceu no Sambódromo e na última, quando ajudou a escolher as cinco vencedoras.
Rick Bonadio - Produtor, compositor, músico e empresário. Experiente profissional do mercado fonográfico, tem em seu currículo a descoberta de grandes nomes da música e a produção de artistas como Mamonas Assassinas, Charlie Brown Jr., Ultraje a Rigor, Los Hermanos, O Surto, entre outros. Mais tarde, viria a ser jurado de outros talent shows brasileiros como Ídolos, Fábrica de Estrelas e X Factor.
Alexandre Schiavo - Na época de Popstars, era o vice-presidente de Marketing da Sony Music. Foi um dos responsáveis pela carreira internacional de Ricky Martin e Chayanne. Tornou-se, mais tarde, o vice-presidente artístico da gravadora.
Iara Negrete - Preparadora vocal e cantora profissional. Foi a responsável pelo treinamento vocal das meninas do Rouge.
Ivan Santos - Coreógrafo, já participou de diversos quadros de dança dos programas de Claudete Troiano, Eliana e outros, e também foi coreógrafo da TV Globo. Foi o coreógrafo da banda Rouge. Depois do programa, trabalhou no Programa Raul Gil na Band e viria a apresentar o programa Atitude na NGT.
Sylvio Lemgruber - Coreógrafo, já trabalhou no Domingão do Faustão da TV Globo. Foi o coreógrafo do grupo Br'oZ.